# Unplugged (Eric Clapton-album)
Az Unplugged a brit gitáros-énekes dalszerző Eric Clapton 1992-ben kiadott koncertalbuma. Az album 1992. augusztus 25-én jelent meg. A felvételek 1992. január 16-án készültek közönség előtt az angliai Bray stúdióban a Music Television amerikai zenei televíziós csatornahálózat MTV Unplugged sorozatának részeként. A felvételnél Clapton – többek között – a lemezborítón is látható 1939-es Martin 000-42 akusztikus gitárt használta, ami később árverésen 791 500 dollárért kelt el.
Clapton az önéletrajzi könyvében úgy ír az albumról, hogy a felvételek után úgy érezte, hogy nem sikerült olyanra az anyag amilyet szeretett volna és emiatt nem akarta, hogy kiadják lemezen. Szerződéses okokból már nagyon körülményesen lehetett volna megakadályozni a kiadást, így végül kereskedelmi forgalomba került a lemez. Ez lett minden idők egyik legsikeresebb Eric Clapton lemeze, mind a kritikai fogadtatást, mind az eladott példányszámot tekintve. Clapton önironikusan jegyzi meg a könyvben: „Nem rajongtam érte túlságosan, és bármennyire is élveztem eljátszani a számokat, úgy gondoltam, hogy visszahallgatva nem annyira jó. Miután megjelent, ez lett egész pályafutásom legnagyobb példányszámban eladott lemeze, amiből az is kiderül, hogy mennyit értek a marketinghez.”
A felvételek hang és képanyaga DVD-n is kiadásra került.

## Az album dalai
| Unplugged | Unplugged                                 | Unplugged                   | Unplugged | Unplugged | Unplugged | Unplugged | Unplugged | Unplugged | Unplugged |
| #         | Cím                                       | Szerző(k)                   | Hangminta | Hossz     |           |           |           |           |           |
| --------- | ----------------------------------------- | --------------------------- | --------- | --------- | --------- | --------- | --------- | --------- | --------- |
| 1.        | Signe                                     | Eric Clapton                |           | 3:13      |           |           |           |           |           |
| 2.        | Before You Accuse Me                      | Ellas McDaniel              |           | 3:36      |           |           |           |           |           |
| 3.        | Hey Hey                                   | Big Bill Broonzy            |           | 3:24      |           |           |           |           |           |
| 4.        | Tears in Heaven                           | Eric Clapton, Will Jennings |           | 4:34      |           |           |           |           |           |
| 5.        | Lonely Stranger                           | Eric Clapton                |           | 5:28      |           |           |           |           |           |
| 6.        | Nobody Knows You When You're Down and Out | Jimmy Cox                   |           | 3:49      |           |           |           |           |           |
| 7.        | Layla                                     | Eric Clapton, Jim Gordon    |           | 4:46      |           |           |           |           |           |
| 8.        | Running on Faith                          | Jerry Lynn Williams         |           | 6:35      |           |           |           |           |           |
| 9.        | Walkin' Blues                             | Robert Johnson              |           | 3:37      |           |           |           |           |           |
| 10.       | Alberta                                   |                             |           | 3:42      |           |           |           |           |           |
| 11.       | San Francisco Bay Blues                   | Jesse Fuller                |           | 3:23      |           |           |           |           |           |
| 12.       | Malted Milk                               | Robert Johnson              |           | 3:36      |           |           |           |           |           |
| 13.       | Old Love                                  | Eric Clapton, Robert Cray   |           | 7:53      |           |           |           |           |           |
| 14.       | Rollin' and Tumblin                       | Muddy Waters                |           | 4:10      |           |           |           |           |           |
| 61:43     |                                           |                             |           |           |           |           |           |           |           |

## Közreműködők
- Eric Clapton – ének, akusztikus gitár, kazoo
- Katie Kissoon – háttérvokál
- Tessa Niles – háttérvokál
- Andy Fairweather Low – akusztikus gitár, szájharmonika
- Nathan East – akusztikus basszusgitár, háttérvokál, kazoo
- Steve Ferrone – dob
- Ray Cooper – ütőhangszerek
- Chuck Leavell – billentyűs hangszerek

## Fordítás
- Ez a szócikk részben vagy egészben  az   Unplugged (Eric Clapton album) című angol Wikipédia-szócikk ezen változatának fordításán alapul.  Az eredeti cikk szerkesztőit annak laptörténete sorolja fel. Ez a jelzés csupán a megfogalmazás eredetét és a szerzői jogokat jelzi, nem szolgál a cikkben szereplő információk forrásmegjelöléseként.